# Muralla de l'antic nucli de la Bisbal
La Muralla de l'antic nucli de la Bisbal és una obra de la Bisbal d'Empordà (Baix Empordà) declarada Bé Cultural d'Interès Nacional.

## Descripció
Muralla que encerclava el nucli antic de la Bisbal. L'element que encara és visible és el portal situat al cap del carrer de la Riera, apareix en l'actualitat molt reformat, ja que el parament original del portal i la torre que s'alça al seu damunt resten amagats per l'arrebossat.
El portal és format per un arc de mig punt a la part exterior i un d'escarser a l'interior de l'antic recinte.

## Història
La fortificació medieval seguia els actuals carrers de Cavallers, Valls, Ample, Valls de Colomer i carretera de Calonge. El portal es troba integrat en l'edifici de Can Caramany, és l'únic vestigi de l'antiga fortificació medieval.